# 真猿型下目
真猿型下目（しんえんけいかもく、学名: Simiiformes）は、哺乳綱霊長目に分類される下目である。別名真猿下目、真猿類。
原猿類に比べ、より「サルらしいサル」である。原猿類では夜行性の種が多いが、真猿類は一部（ヨザル類）を除き、すべて昼行性の種である。
真猿類は、広鼻小目（広鼻類）と狭鼻小目（狭鼻類）に大きく二分される。広鼻類は中南米にすむサルで、鼻の穴の間隔が広く、穴は外側に向いている。広鼻猿、新世界ザルとも呼ばれる。クモザル、オマキザルなどが広鼻小目に属する。狭鼻類はアジア、アフリカにすむサルで、鼻の穴の間隔が狭く、穴は下方またはやや前方を向いている。マントヒヒ、ニホンザルなどの狭鼻猿（旧世界ザル、オナガザル上科）およびヒトを含む類人猿（ヒト上科）が狭鼻小目に属する。
直鼻亜目は、メガネザル型下目と真猿型下目に分岐した。この分岐の際に真猿型下目のX染色体に位置する錐体視物質に関連した色覚の多型が顕著になり、ヘテロ接合体の2本のX染色体を持つメスに限定した3色型色覚の再獲得につながり、さらに狭鼻小目のオスを含めた種全体の3色型色覚の再獲得へとつながる。
特徴としてはヒトを含め、他の動物に比べ、高い視力、大きな脳と高い知能、顔の豊かな表情を持つ。

## 分類
和名の「真猿」は、simiaeの訳に由来する。
以前は霊長目を2分割する分類として、原猿亜目Prosimiiと真猿亜目Anthropoideaが存在した。
以下の分類・和名は、日本モンキーセンター霊長類和名リスト（2018）に従う。
- 狭鼻小目 Catarrhini
  - オナガザル上科 Cercopithecoidea
    - オナガザル科 Cercopithecidae

  - ヒト上科 Hominoidea
    - ヒト科 Hominidae
    - テナガザル科 Hylobatidae
- 広鼻小目 Platyrrhini
  - オマキザル上科 Ceboidea
    - クモザル科 Atelidae
    - オマキザル科 Cebidae

  - サキ上科 Pithecioidea
    - サキ科 Pitheciidae